# Diocesi di Musti
La diocesi di Musti (in latino Dioecesis Mustitana) è una sede soppressa e sede titolare della Chiesa cattolica.

## Storia
Musti, il cui sito archeologico si trova nei pressi della città di El Krib nel governatorato di Siliana in Tunisia, è un'antica sede episcopale della provincia romana dell'Africa Proconsolare, suffraganea dell'arcidiocesi di Cartagine.
Gli scavi archeologici hanno messo in evidenza la presenza di una chiesa absidata con battistero, ipoteticamente identificabile con la cattedrale episcopale.
Sono tre i vescovi attribuiti a Musti di Proconsolare. Alla conferenza di Cartagine del 411, che vide riuniti assieme i vescovi cattolici e donatisti dell'Africa romana, presero parte il cattolico Vittoriano e il donatista Feliciano. Quest'ultimo aveva partecipato al concilio di Cabarsussi, tenuto nel 393 dai massimianisti, setta dissidente dei Donatisti, e ne aveva firmato gli atti; fu condannato, assieme agli altri vescovi massimianisti, nel concilio donatista di Bagai del 394. Gennaro assistette al concilio antimonotelita del 646.
Dal XX secolo Musti è annoverata tra le sedi vescovili titolari della Chiesa cattolica; dal 9 novembre 1999 il vescovo titolare è Giuseppe Pasotto, C.S.S., amministratore apostolico del Caucaso.

## Cronotassi dei vescovi
- Feliciano † (prima del 393 - dopo il 411) (vescovo donatista)

- Vittoriano † (menzionato nel 411)
- Gennaro † (menzionato nel 646)

## Cronotassi dei vescovi titolari
- Jean-Ephrem Bertreux, S.M. † (2 giugno 1912 - 4 gennaio 1919 deceduto)
- Julien-Louis-Edouard-Marie Gorju, M.Afr. † (26 aprile 1922 - 14 gennaio 1942 deceduto)
- Eugenio Raffaele Faggiano, C.P. † (25 settembre 1956 - 2 maggio 1960 deceduto)
- Vicente Alfredo Aducci † (28 maggio 1960 - 3 maggio 1962 deceduto)
- Óscar Félix Villena † (26 luglio 1962 - 11 febbraio 1970 nominato vescovo di San Rafael)
- Juan José Aníbal Mena Porta † (16 giugno 1970 - 25 novembre 1970 ritirato)
- Aldo Del Monte † (29 dicembre 1970 - 15 gennaio 1972 nominato vescovo di Novara)
- Gaetano Bonicelli (10 luglio 1975 - 11 giugno 1977 nominato vescovo di Albano)
- Antonio Ambrosanio † (27 agosto 1977 - 4 gennaio 1988 nominato arcivescovo di Spoleto-Norcia)
- Francisco João Silota, M.Afr. (18 gennaio 1988 - 19 novembre 1990 nominato vescovo di Chimoio)
- Giuseppe Pasotto, C.S.S., dal 9 novembre 1999